# Юревич, Дмитрий Викторович
Дими́трий Ви́кторович Юре́вич (30 января 1972, Самара) — священнослужитель Русской православной церкви, протоиерей, известный библеист. Кандидат богословия (2003).

## Биография
Родился 30 января 1972 года в Самаре. В 1989 года окончил среднюю школу с серебряной медалью. В 1990—1995 учился в Самарском государственном аэрокосмическом университете, получив специальность прикладная математика. Там же в 1995—1996 работа на кафедре прикладной математики в должности преподавателя-стажера, затем — ассистента.
В 1996—1999 учился в Санкт-Петербургской духовной семинарии, которую окончил с отличием и был удостоен премии митрополита Никодима I степени. В 1999—2003 учился в Санкт-Петербургской духовной академии. С 7 января по 10 мая 2000 года обучался в семинарии Nashotah House Епископальной церкви США, специализировался по библеистике. Окончил Санкт-Петербургскую духовную академию, защитив кандидатскую диссертацию на тему «Мессианские пророчества книги святого пророка Исайи в понимании палестинских иудеев III в. до Р.Х. — I в. по Р.Х. (по материалам рукописей Мертвого моря)».
7 октября 1998 года епископом Тихвинским Константином (Горяновым) пострижен во чтеца. 10 марта 2002 года митрополитом Санкт-Петербургским и Ладожским Владимиром (Котляровым) рукоположён во диакона для собора свт. Николая Чудотворца в городе Павловске. 7 апреля 2004 года митрополитом Владимиром рукоположён во пресвитера. Создал культурно-просветительский центр «Логос» при соборе свт. Николая Чудотворца в Павловске, читает лекции в центре и других лекториях. С 21 мая 2016 года — настоятель собора.
Работал в Санкт-Петербургском епархиальном управлении с 1 марта 2001 г. в должности веб-редактора официального сайта Санкт-Петербургской митрополии, с 1 сентября 2001 г. по 9 сентября 2004 — референтом-переводчиком Санкт-Петербургского филиала Отдела внешних церковных связей Московской Патриархии.
С 22 декабря 2003 по 15 июня 2009 года преподавал на кафедре библеистики Московской духовной академии библейскую герменевтику, исагогику Ветхого Завета и историю русской библеистики, работал веб-редактором сайта кафедры библеистики Московской духовной академии.
С 1 сентября 2004 года по настоящее время преподает в Санкт-Петербургской духовной академии различные библейские дисциплины: библейскую археологию, библейское богословие, экзегетику Евангелия от Иоанна, библейскую герменевтику, кумранские рукописи. С 2009 года — заведующий кафедры библеистики. С 2015 года — доцент, с 2024 года — профессор. В 2008—2015 — проректор по научно-богословской работе Санкт-Петербургской духовной академии.
С 2009 года — член Синодальной библейско-богословской комиссии Русской Православной Церкви. С января 2015 года — член комиссии по богословию Межсоборного присутствия Русской Православной Церкви. С 17 сентября 2020 года — член Коллегии Издательского совета Русской Православной Церкви по рецензированию и экспертной оценке.
Принимал участие в съемках ряда документальных фильмов. В 2003—2004 читал лекции по кумранистике на филологическом факультете Санкт-Петербургского государственного университета в Центре переподготовки и повышения квалификации по филологии и лингвострановедению. В 2003 году читал лекции по палестинской литературе межзаветного периода в Русском христианском гуманитарном институте. Читал спецкурс в Рязанской духовной семинарии.
В 2008—2015 — ответственный редактор научного журнала «Христианское чтение». Член редакционного совета научного журнала «Актуальные вопросы церковной науки» Санкт-Петербургской духовной академии. Член редсовета журнала «Богословский вестник». Член редсовета журнала «Богослов» Московской Духовной Академии.

## Публикации
- Страницы истории межконфессиональных отношений. Пророчества о Христе в рукописях Мертвого моря. — СПб.: Аксион-эстин, 2004. — 254 с. — ISBN 5-902679-01-X
- Введение в Новый Завет. — СПб.: Издательство СПбПДА, 2016. — 196 с. — ISBN 978-5-906627-18-6

- Iurevici D., pr. Apa vie de la Marea Moartă. — Iaşi: StudIS, 2014. — 188 p. — ISBN 978-606-624-727-6
- Iurevici D., pr. Probleme de Arheologie Biblică. — Iaşi: StudIS, 2014. — 186 p. — ISBN 978-606-624-691-0

- Материалы IV студенческой научно-богословской конференции Санкт-Петербургской православной духовной академии (10-11 мая 2012, Санкт-Петербург). — СПб.: СПбПДА, 2012. — 320 с.
- Материалы V международной студенческой научно-богословской конференции Санкт-Петербургской православной духовной академии (15-16 мая 2013, Санкт-Петербург). — СПб.: СПбПДА, 2013. — 424 с.
- Материалы VI Международной студенческой научно-богословской конференции Санкт-Петербургской православной духовной академии (13-14 мая 2014, Санкт-Петербург). — СПб.: СПбПДА, 2014. — 400 с.
- Материалы VII Международной студенческой научно-богословской конференции Санкт-Петербургской православной духовной академии (13-14 мая 2015, Санкт-Петербург). — СПб.: СПбПДА, 2015. — 368 с.

- Перспективы духовного образования в Санкт-Петербургской Духовной Академии // Христианское чтение. 2021. — № 3. — С. 22-32. — DOI: 10.47132/1814-5574_2021_3_22 (соавтор: Силуан (Никитин), еп., Митрофанов Г., прот, Хулап В., прот., Юревич Д., прот., Лушников Д., свящ. Гундяева Е. М.)
- La parola di Dio nella vita del popolo di Dio: Giovanni Crisostomo // La parola di Dio nella vita spirituale. Atti del XIX Convegno ecumenico internazionale di spiritualità ortodossa. Bose, 7-10 settembre 2011. — Boze, 2012. — P. 133—147.
- Nowotestamentowe nauczanie o Kościele: podejście prawosławne // Cerkiewny Wiestnik. Kwartalnik Polskiego Autokefalicznego Kościoła Prawosławnego. — 2014. — 3. — S. 3-18.
- John 1:1 in the Russian Biblical Studies: the Main Results of the Researches // Српска теологиjа у двадесетом веку: истраживачки проблеми и резултати. Зборник радова. Кн. 14. Приредио Б. Шиjаковиħ. — Београд: Православни богословски факултет, 2013. — С. 39-43.
- The Biblical Foundations for the Sacrament of Anointing // Ortodoxia. Revistã a Patriarhiei Romãne. Seria A II-A. — Anul IV. — № IV. Octombrie-Decembrie. — Bucureşti, 2012. — P. 213—219.
- Анализ современных теорий завоевания евреями Ханаана: методология и археологические свидетельства // Христианское чтение. — 2011. — № 5. — С. 60-77.
- Археологические открытия последних 50 лет, важные для изучения Священного Писания // Христианское чтение. — 2005. — № 25. — С. 119—138.
- Библейские основания Таинства покаяния // Христианское чтение. — 2008. — № 29. — С. 87-196.
- Библейско-богословская деятельность профессора Н. Н. Глубоковского в эмиграции // Глубоковский Н. Н. Библейско-богословский словарь. — М., 2007. — С. 14-19 (соавтор: прот. Л. Грилихес).
- Ветхозаветные пророчества о Мессии в кумранских рукописях // Христианское чтение. — 2005. — № 24. — С. 128—191.
- Два или одно изгнание торгующих из храма? (Мф 21:12-17; Мк 11:11-12, 15-19; Лк 19:45-48; Ин 2:13-23) // Материалы ежегодной научно-богословской конференции Санкт-Петербургской духовной академии 30.09.2015. — СПб.: Изд-во СПбПДА, 2015. — С. 34-39.
- Звезда и скипетр: пророчество Валаама о Мессии (Числ. 24:17) — проблема перевода и толкования // Библия и европейская литературная традиция. Материалы XXXIV Международной филологической конференции СПбГУ. — СПб., 2006. — С. 58-66.
- Изучение книги св. пророка Даниила в свете археологических находок // Христианское чтение. — 2007. — № 28. — С. 67-84.
- Изучение повествования Евангелия от Иоанна о прощении Христом жены-грешницы (8:1-11) в русской библеистике // Актуальные вопросы современного богословия и церковной науки. Материалы VIII Международной научно-богословской конференции СПбДА. 16-17.11.2016. — Ч. 1. — СПб.: Изд-во СПбДА, 2017. — С. 136—143.
- Книга Есфирь: шаг к пониманию: текст Священного Писания глазами библейских археологов // Санкт-Петербургский церковный вестник. — 2005. — № 8-9. — С. 25-29 (соавтор: свящ. А. Тимофеев).
- Мессианские места Ветхого Завета в экзегезе отцов Церкви // Христианское чтение. — 2014. — № 6. — С. 127—146.
- Проблема хронологии исхода в свете археологических данных // Христианское чтение. — 2009. — № 7-8. — С. 93-117.
- Профессор МДА И. Н. Корсунский (1849—1899): портрет ученого // XXXVI Медународная филологическая конференция СПбГУ. — СПб., 2007.
- Синдесмос и Санкт-Петербургские духовные школы // Христианское чтение. — 1999. — № 18.
- Современное положение Сербской Православной Церкви (80-90-е годы XX века) // Христианское чтение. — 1999. — № 17.
- Типологический метод толкования Священного Писания в рукописях Мертвого моря и христианской Церкви // XIV Ежегодная богословская конференция Православного Свято-Тихоновского богословского института 2004 г. Материалы. — М., 2005. — С. 146—152.
- Учение о богодухновенности Священного Писания и его актуальность в современных библейских исследованиях // XV Ежегодная богословская конференция ПСТГУ 2005 г. Материалы. — М., 2005. — С. 29-36.
- Церковное пение в святоотеческом предании и исторической перспективе // Вера. Журнал Самарской духовной семинарии. — 2001. — № 1.
- Эсхатология в кумранских рукописях // Христианское чтение. — 2006. — № 26. — С. 111—122.

- Лицом к лицу с прот. Димитрием Юревичем // spbda.ru, 2024
- «Здесь я встретил людей праведной жизни» // spbda.ru, 2023
- Богодухновенность Священного Писания: точки зрения // azbyka.ru
- «Я ни на секунду не сомневался, что это произойдёт» // spbda.ru, 26.01.2021
- «Цель библейских исследований — пребывание со Христом» // uchkom.info, 04.06.2013

- Александр Павлович Лопухин: жизненный подвиг «аскета ученого труда» (к 150-летию со дня рождения) // Церковный вестник. 2002. 10.
- Библейская археология: как она возникла и зачем нужна // Фома. 2012. 8. С. 30-32.
- Библейское толкование: наука или искусство? // НЕвский БОгослов. 2013. № 9. С. 62-67.
- Евхаристия Ветхого Завета // НЕвский БОгослов. 2013. № 10. С. 34-37.
- Мистическое Тело Христово: Церковь в Новом Завете // НЕвский БОгослов. 2014. № 12. С. 4-9.
- Профессор Н. Н. Глубоковский: библеист, опередивший время (к 140-летию со дня рождения) // Церковный вестник. 2003. № 12.
- Протокол всевластия // НЕвский БОгослов. 2014. № 15. С. 22-30.
- Покаяние в Библии. Целостность в многообразии // Вода живая. 2008. 2. С. 54-57.
- Рукописи Мертвого моря: к 55-летию открытия // Церковный вестник. 2002. 1-2.
- Toп-10 библейско-археологических находок с середины XX века // Фома. 2012. 8. С. 31-33 (соавтор: свящ. А. Тимофеев)[13].